# Prima di morire (racconto)
Prima di morire (titolo originale Before I Die), pubblicato in Italia anche con il titolo Prima che mi uccidano, è l'ottava novella gialla di Rex Stout con Nero Wolfe protagonista.

## Storia editoriale
Il racconto fu pubblicato per la prima volta nel numero di aprile 1947 sulla rivista The American Magazine e in formato libro nella raccolta Trouble in Triplicate nel 1949.

## Trama
Un noto gangster newyorkese, Dazy Perrit, si mette in contatto con Nero Wolfe perché sotto ricatto. Archie non vorrebbe avere niente a che fare con la faccenda, ma Wolfe accetta il caso in cambio di informazioni su come procurarsi carne al mercato nero. Perrit ha una figlia, che vuole proteggere da possibili vendette di gangster rivali, e a questo scopo ha assunto una ragazza, pregiudicata, per farla passare per sua figlia agli occhi del mondo. Ma la ragazza sta ricattando Perrit per somme esorbitanti minacciando di rivelare la verità. Non appena Wolfe si mette al lavoro, qualcuno inizia a darsi da fare con la pistola e Archie scampa per un pelo a ben due attacchi che causano la morte di tre persone. Stretto in una lotta mortale tra bande rivali, a Wolfe rimane una sola soluzione per salvare la propria vita e quella del suo assistente.

### Personaggi principali
- Nero Wolfe: investigatore privato
- Archie Goodwin: assistente di Nero Wolfe e narratore di tutte le storie
- Fritz Brenner: cuoco e maggiordomo
- Theodore Horstmann: giardiniere di Nero Wolfe
- Saul Panzer: investigatore privato
- Dazy Perrit: re del mercato nero
- Angelina Murphy (o Violet Perrit): figlia falsa di Dazy
- Beulah Page: figlia vera di Dazy
- Morton Schane: fídanzato di Beulah
- L.A. Schwartz: avvocato di Dazy
- "Pollici" Meeker, Fabian: gangster
- Cramer: ispettore della Squadra Omicidi
- Rowcliff: tenente della Squadra Omicidi

## Critica
"Il desiderio di Wolfe di avere un'affidabile fornitura di carne lo spinge ad accettare come cliente Dazy Perrit, un pericoloso gangster che, si dà il caso, controlla il mercato nero della carne. Perrit chiede a Wolfe di eseguire diversi compiti relativi ai suoi complessi problemi familiari. Archie viene quasi ucciso, due volte. Il computo dei cadaveri sale davvero in fretta in questa avventura. Wolfe infine arriva ad alcune deduzioni e smaschera un assassino. Questa storia è svelta, divertente e violenta: come una combinazione di Bulli e Pupe di Runyon e Piombo e sangue di Dashiell Hammett. I personaggi della malavita sono agghiaccianti e affascinanti. Stout crea magistralmente un'atmosfera di paura e tensione punteggiata da intervalli di umorismo roboante, mentre gioca in modo leale con il lettore dall'inizio alla fine."

## Opere derivate
- Una figlia in prestito, episodio della serie televisiva prodotta dalla Paramount Television nel 1981.

## Edizioni
- Rex Stout, Nero Wolfe: prima di morire, traduzione di Hilia Brinis, collana I Classici del Giallo Mondadori (n. 876), Arnoldo Mondadori Editore, 2000,  p. 251, ISSN 0009-8426.